# Complexo intermareal Umia - O Grove, A Lanzada, punta Carreirón e lagoa Bodeira
Complexo intermareal Umia - O Grove, A Lanzada, punta Carreirón e lagoa Bodeira este o arie protejată (arie de protecție specială avifaunistică — SPA) din Spania întinsă pe o suprafață de 2.812,53 ha, din care 62 % marine.

## Localizare
Centrul sitului Complexo intermareal Umia - O Grove, A Lanzada, punta Carreirón e lagoa Bodeira este situat la coordonatele 42°28′26″N 8°50′22″W / 42.4739°N 8.8394°V.

## Înființare
Situl Complexo intermareal Umia - O Grove, A Lanzada, punta Carreirón e lagoa Bodeira a fost declarat arie de protecție specială avifaunistică în noiembrie 1989 pentru a proteja 55 de specii de animale.

## Biodiversitate
Situată în ecoregiunile atlantică și marină Atlantică, aria protejată conține 31 de habitate naturale: Dune cu vegetație ierboasă Malcolmietalia, Pajiștile Spartina (Spartinion maritimae), Păduri aluvionare cu Alnus glutinosa și Fraxinus excelsior (Alno-Padion, Alnion incanae, Salicion albae), Dune de coastă fixe cu vegetație erbacee („dune gri”), Peșteri marine scufundate complet sau parțial, Faleze cu vegetație de pe coastele atlantice și baltice, Recifuri, Estuare, Pajiști cu Molinia pe soluri calcaroase, turboase sau argilos-nămoloase (Molinion caeruleae), Pajiști uscate europene, Dune mobile cu vegetație embrionară, Vegetație anuală la limita mareei, Terase mlăștinoase și terase nisipoase neacoperite de apă la reflux, Mlaștini calcaroase cu Cladium mariscus și specii de Caricion davallianae, Lacuri eutrofice naturale cu vegetație de tip Magnopotamion sau Hydrocharition, Bancuri de nisip acoperite în permanență slab de apă marină, Fânețe de joasă altitudine (Alopecurus pratensis, Sanguisorba officinalis), Lagune de coastă, Cursuri de apă de la nivel de câmpie la nivel montan, cu vegetație Ranunculion fluitantis și Callitricho-Batrachion, Dune cu tufărișuri sclerofile Cisto-Lavenduletalia, Salicornia și alte specii anuale care populează regiunile mlăștinoase și nisipoase, Pseudostepă cu ierburi și specii anuale de Thero-Brachypodietea, Pășuni atlantice udate de apa mării (Glauco-Puccinellietalia maritimae), Roci stâncoase cu vegetație pionieră de Sedo-Scleranthion sau Sedo albi-Veronicion dillenii, Golfuri mici largi și golfuri puțin adânci, Pante stâncoase silicioase cu vegetație casmofită, Liziere de ierburi înalte hidrofile de câmpie și de nivel montan până la alpin, Dune mobile de-a lungul țărmului cu Ammophila arenaria („dune albe”), Pajiști umede mediteraneene cu ierburi înalte de Molinio-Holoschoenion, Tufărișuri halofile mediteraneene și termo-atlantice (Sarcocornetea fruticosi), Depresiuni intradunale umede.
La baza desemnării sitului se află mai multe specii protejate:
- păsări (40): pescăruș albastru (Alcedo atthis), rață sulițar (Anas acuta), rață lingurar (Anas clypeata), rață pitică (Anas crecca), rață fluierătoare (Anas penelope), rață mare (Anas platyrhynchos), rață pestriță (Anas strepera), stârc cenușiu (Ardea cinerea), stârc roșu (Ardea purpurea), fugaci de țărm (Calidris alpina), fugaci roșcat (Calidris ferruginea), caprimulg (Caprimulgus europaeus), prundaș gulerat mare (Charadrius hiaticula), chirighiță neagră (Chlidonias niger), erete vânăt (Circus cyaneus), egretă mică (Egretta garzetta), șoim de iarnă (Falco columbarius), șoim călător (Falco peregrinus), lișiță (Fulica atra), cufundar polar (Gavia arctica), cufundar mare (Gavia immer), scoicar (Haematopus ostralegus), pescăruș-cu-cap-negru (Larus melanocephalus), sitar de mal nordic (Limosa lapponica), sitar de mâl (Limosa limosa), culic mare (Numenius arquata), cormoran mare (Phalacrocorax carbo), Phalacrocorax carbo sinensis, bătăuș (Philomachus pugnax), lopătar (Platalea leucorodia), ploier auriu (Pluvialis apricaria), ploier argintiu (Pluvialis squatarola), cresteț pestriț (Porzana porzana), chiră mică (Sterna albifrons), chiră de baltă (Sterna hirundo), chiră de mare (Sterna sandvicensis), turturică (Streptopelia turtur), silvie de tufiș (Sylvia undata), fluierar cu picioare verzi (Tringa nebularia), fluierarul cu picioare roșii (Tringa totanus)
- amfibieni (1): Discoglossus galganoi
- mamifere (5): vidră de râu (Lutra lutra), liliac comun (Myotis myotis), liliacul mare cu potcoavă (Rhinolophus ferrumequinum), liliacul mic cu potcoavă (Rhinolophus hipposideros), delfin mare (Tursiops truncatus)
- nevertebrate (3): Coenagrion mercuriale, fluturele auriu (Euphydryas aurinia), Oxygastra curtisii
- pești (5): Achondrostoma arcasii, Alosa fallax, Petromyzon marinus, Pseudochondrostoma duriense, somonul (Salmo salar)
- reptile (1): Lacerta schreiberi

Pe lângă speciile protejate, pe teritoriul sitului au mai fost identificate 14 specii de plante, 1 specie de păsări, 2 specii de amfibieni, 2 specii de reptile.